# Одијев сфинктер
Одијев сфинктер, хепатопанкреатични сфинктер (лат. m. sphincter ampullae) је мишићни залистак (вентил) у жучном каналу који окружује завршни део жучног и панкреасног канала на улазу у дванаестопалачно црево. Његова улога је да као нека врста једносмерног вентила, регулише лучење сокова за варење из жучног канала у дванаестопалачно црево током процеса варења хране.
Одијев сфинктер назив ја добио по Рожеу Одиу (Ruggero Oddi, 1864—1913).

## Физиологија
Хормон, холецистокинин (који се у организму ствара када у дванаестопалачно црево доспе каша богате масним киселинама, пептидима и ароматичним аминокиселинама) скупља жучну кесу и релаксира одијева сфинктер. Овај механизам потискује жуч кроз жучни канал у дванаестопалачно црево, где се она меша са кашом (храном).
Када нема каше, престаје лучење холецистокина, одијевам сфинктер се затвара и жуч остаје у жучној кеси.